# Amisisch
Das Amisisch ist die Sprache der Amis, des größten indigenen Volks auf Taiwan. Sie gehört zur Gruppe der austronesischen Sprachen und wird mit lateinischen Buchstaben geschrieben.

## Beispiele
Folgende Beispiele von Wörtern der amisischen Sprache:
| - lotong: Affe - fafoy: Schwein - wacu: Hund - pusi: Katze - kudiwis: Hase | - kawanan: rechts - fanaw: See - namal: Feuer - hucal: weiß | - cecay: eins - tosa: zwei - tolo: drei - sepat: vier - lima: fünf | - enem: sechs - pito: sieben - falo: acht - siwa: neun - polo: zehn |

## Die Aussprache

### Die Konsonanten
|                       | Bilabial | Labiodental | Dental | Alveolar | Palatal | Velar | epiglottal | Glottal |
| --------------------- | -------- | ----------- | ------ | -------- | ------- | ----- | ---------- | ------- |
| Plosiv                | p        |             | t      |          |         | k     | '⁠[ʡ⁠]       | ^       |
| Frikativ              |          | f           | d      | s (z)    |         | x     |            | h       |
| Affrikate             |          |             |        | c        |         |       |            |         |
| Nasal                 | m        |             | n      |          |         | ng    |            |         |
| Vibrant               |          |             |        | r        |         |       |            |         |
| lateraler Approximant |          |             |        | l        |         |       |            |         |
| Approximant           | w        |             |        |          | y       |       |            |         |

### Die Vokale
|                         | vorne | Mitte | hinten |
| ----------------------- | ----- | ----- | ------ |
| mit geschlossenem Mund  | i     |       | u      |
| mit halbgeöffnetem Mund |       | e     | o      |
| mit geöffnetem Mund     |       | a     |        |

## Satzbau
In dieser Sprache gibt es neun unterschiedliche Satzbautypen, z. B. normale Satzstellung, spezielle Satzstellung, Optativ (Wunschform), Imperativ (Befehls- oder Aufforderungsform) etc.

### Die erste (normale) Satzstellung: Prädikat-Subjekt
| Prädikat            | Subjekt                             |
| ------------------- | ----------------------------------- |
| Verb, Adjektiv etc. | ko (Artikel des Subjekts)+Nominativ |

#### Beispielsatz
- Maomahay ko wama. (Der Vater arbeitet.)

maomahay: arbeiten;
wama: Vater;
ko: entspricht dem bestimmten Artikel in der deutschen Sprache
- Misaholoay ko wina. (Die Mutter kocht Reis.)

misaholoay: Reis kochen;
wina/ina: die Mutter

### Die zweite (normale) Satzstellung: Prädikat – Subjekt – Objekt
| Prädikat            | Subjekt                            | Objekt                                    |
| ------------------- | ---------------------------------- | ----------------------------------------- |
| Verb, Adjektiv etc. | ko (Artikel des Subjekt)+Nominativ | to (Präposition des Akkusativs)+Nominativ |

#### Beispielsatz
- Mifaca’ ko kaying to riko’.(Das Fräulein wäscht Kleidung.)

mifaca’: waschen;
kaying: Fräulein;
riko’/fudoy: Kleidung